# Chủ tịch Nghị viện châu Âu
Chủ tịch Nghị viện Châu Âu chủ trì các cuộc tranh luận và hoạt động của Nghị viện Châu Âu. Họ cũng đại diện cho Nghị viện trong EU và quốc tế. Chữ ký của chủ tịch nghị viện là cần thiết để ban hành hầu hết các luật của EU và ngân sách EU.
Các Chủ tịch phục vụ nhiệm kỳ 2,5 năm, thường được phân chia giữa hai đảng chính trị lớn. Cho đến năm 2018, đã có ba mươi Chủ tịch kể từ khi Nghị viện được thành lập năm 1952, 15 trong số đó đã phục vụ kể từ cuộc bầu cử Quốc hội đầu tiên năm 1979. Hai Chủ tịch là phụ nữ và hầu hết đều đến từ các quốc gia thành viên lớn tuổi. Quyền Chủ tịch hiện tại là Roberta Metsola đến từ Malta lên tạm quyền sau cái chết đột ngột của David Sassoli.

## Vai trò trong Quốc hội
Chủ tịch chủ trì các cuộc tranh luận và giám sát tất cả các hoạt động của Nghị viện và các cơ quan cấu thành của nó (đảm bảo các quy tắc tố tụng của Nghị viện được áp dụng), trong vai trò này tương tự như một diễn giả trong quốc hội. Bên dưới Chủ tịch, có 14 phó chủ tịch tranh luận khi Chủ tịch không tham dự. Chủ tịch cũng chủ trì các cuộc họp của Cục, chịu trách nhiệm về các vấn đề ngân sách và hành chính, và Hội nghị của các Chủ tịch, là cơ quan điều hành bao gồm các chủ tịch của mỗi nhóm chính trị của quốc hội.

## Vị trí trong Liên minh
Chủ tịch đại diện cho Quốc hội trong tất cả các vấn đề pháp lý và quan hệ đối ngoại, đặc biệt là quan hệ quốc tế. Khi Hội đồng châu Âu họp, Chủ tịch đề nghị trao cho vị trí của Nghị viện về các chủ đề trong chương trình nghị sự của Hội đồng. Chủ tịch cũng tham gia các Hội nghị liên chính phủ về các hiệp ước mới. Chữ ký của Chủ tịch cũng được yêu cầu cho ngân sách của Liên minh châu Âu và các hành vi của Liên minh được thông qua theo thủ tục tiền mã hóa để được thông qua. Chủ tịch cũng chủ trì các ủy ban hòa giải với Hội đồng thuộc các lĩnh vực này.
Ở hầu hết các quốc gia, giao thức của nguyên thủ quốc gia có trước tất cả các quốc gia khác. Tuy nhiên, tại EU, Nghị viện được liệt kê là tổ chức đầu tiên, và do đó, giao thức của Chủ tịch của nó có trước bất kỳ giao thức châu Âu hoặc quốc gia nào khác. Những món quà được trao cho nhiều vị chức sắc đến thăm phụ thuộc vào Chủ tịch. Chủ tịch Josep Borrell MEP của Tây Ban Nha đã trao cho các đối tác của mình một chiếc cốc pha lê được tạo ra bởi một nghệ sĩ từ Barcelona, được khắc trên đó một phần của Hiến chương về các quyền cơ bản trong số những thứ khác.
Với việc sắp xếp lại các vị trí hàng đầu của EU theo Hiệp ước Lisbon, đã có một số lời chỉ trích về trách nhiệm mơ hồ của mỗi bài viết. Đại sứ Ukraine tại EU, ông Andriy Veselovsky đã ca ngợi khuôn khổ này và làm rõ nó theo cách riêng của mình: Chủ tịch Ủy ban châu Âu nói với tư cách là "chính phủ" của EU trong khi Chủ tịch Hội đồng châu Âu là một "chiến lược gia". Đại diện cấp cao chuyên về "quan hệ song phương" trong khi Ủy viên châu Âu về chính sách mở rộng và chính sách láng giềng châu Âu đề cập đến các vấn đề kỹ thuật như hiệp định thương mại tự do với Ukraine. Trong khi đó, Chủ tịch của Nghị viện nói rõ các giá trị của EU như bầu cử dân chủ ở các quốc gia khác.

## Danh sách
Danh sách dưới đây bao gồm tất cả các Chủ tịch từ năm 1952. Tuy nhiên, lịch sử Nghị viện chính thức không thấy sự liên tục giữa Hội đồng chung và Hội đồng Nghị viện Hội đồng châu Âu sau 1958 (kỷ niệm 50 năm Nghị viện châu Âu được tổ chức vào năm 2008, chứ không phải năm 2002) Jerzy Buzek sẽ là chủ tịch thứ 24 chứ không phải ngày 28.

### Chủ tịch Nghị viện
| Chủ tịch | Chủ tịch | Chủ tịch                      | Nhiệm kỳ                  | Nhiệm kỳ                  | Nhiệm kỳ        | Đảng    | Khối | Quốc gia |
| -------- | -------- | ----------------------------- | ------------------------- | ------------------------- | --------------- | ------- | ---- | -------- |
|          |          | Paul-Henri Spaak (1899–1972)  | ngày 11 tháng 9 năm 1952  | ngày 11 tháng 5 năm 1954  | 1 năm, 242 ngày | PSB–BSP | SOC  | Bỉ       |
|          |          | Alcide De Gasperi (1881–1954) | ngày 11 tháng 5 năm 1954  | ngày 19 tháng 8 năm 1954† | 100 ngày        | DC      | CD   | Ý        |
|          |          | Giuseppe Pella (1902–1981)    | ngày 29 tháng 11 năm 1954 | ngày 27 tháng 11 năm 1956 | 1 năm, 364 ngày | DC      | CD   | Ý        |
|          |          | Hans Furler (1904–1975)       | ngày 27 tháng 11 năm 1956 | ngày 19 tháng 3 năm 1958  | 1 năm, 112 ngày | CDU     | CD   | Tây Đức  |

### Chủ tịch Hội đồng Nghị viện
| Chủ tịch | Chủ tịch | Chủ tịch                   | Nhiệm kỳ                 | Nhiệm kỳ                 | Nhiệm kỳ        | Đảng | Khối | Quốc gia |
| -------- | -------- | -------------------------- | ------------------------ | ------------------------ | --------------- | ---- | ---- | -------- |
|          |          | Robert Schuman (1886–1963) | ngày 19 tháng 3 năm 1958 | ngày 18 tháng 3 năm 1960 | 1 năm, 365 ngày | MRP  | CD   | Pháp     |
|          |          | Hans Furler (1904–1975)    | ngày 18 tháng 3 năm 1960 | ngày 27 tháng 3 năm 1962 | 2 năm, 9 ngày   | CDU  | CD   | Tây Đức  |

### Chủ tịch Nghị viện được bổ nhiệm
| Chủ tịch | Chủ tịch | Chủ tịch                        | Nhiệm kỳ                 | Nhiệm kỳ                 | Nhiệm kỳ        | Đảng    | Khối | Quốc gia |
| -------- | -------- | ------------------------------- | ------------------------ | ------------------------ | --------------- | ------- | ---- | -------- |
|          |          | Gaetano Martino (1900–1967)     | ngày 27 tháng 3 năm 1962 | ngày 21 tháng 3 năm 1964 | 1 năm, 360 ngày | PLI     | LIB  | Ý        |
|          |          | Jean Duvieusart (1900–1977)     | ngày 21 tháng 3 năm 1964 | ngày 24 tháng 9 năm 1965 | 1 năm, 187 ngày | PSC–CVP | CD   | Bỉ       |
|          |          | Victor Leemans (1901–1971)      | ngày 24 tháng 9 năm 1965 | ngày 7 tháng 3 năm 1966  | 164 ngày        | PSC–CVP | CD   | Bỉ       |
|          |          | Alain Poher (1909–1996)         | ngày 7 tháng 3 năm 1966  | ngày 11 tháng 3 năm 1969 | 3 năm, 4 ngày   | MRP     | CD   | Pháp     |
|          |          | Mario Scelba (1901–1991)        | ngày 11 tháng 3 năm 1969 | ngày 16 tháng 3 năm 1971 | 2 năm, 5 ngày   | DC      | CD   | Ý        |
|          |          | Walter Behrendt (1914–1997)     | ngày 16 tháng 3 năm 1971 | ngày 13 tháng 3 năm 1973 | 1 năm, 362 ngày | SPD     | SOC  | Tây Đức  |
|          |          | Cornelis Berkhouwer (1919–1992) | ngày 13 tháng 3 năm 1973 | ngày 10 tháng 3 năm 1975 | 1 năm, 362 ngày | VVD     | LIB  | Hà Lan   |
|          |          | Georges Spénale (1913–1983)     | ngày 11 tháng 3 năm 1975 | ngày 8 tháng 3 năm 1977  | 1 năm, 362 ngày | PS      | SOC  | Pháp     |
|          |          | Emilio Colombo (1920–2013)      | ngày 8 tháng 3 năm 1977  | ngày 17 tháng 7 năm 1979 | 2 năm, 131 ngày | DC      | CD   | Ý        |

### Chủ tịch Nghị viện do bầu cử
| Chủ tịch | Chủ tịch | Chủ tịch                      | Nhiệm kỳ                 | Nhiệm kỳ                 | Nhiệm kỳ        | Đảng    | Khối | Quốc gia    |
| -------- | -------- | ----------------------------- | ------------------------ | ------------------------ | --------------- | ------- | ---- | ----------- |
|          |          | Simone Veil (1927–2017)       | ngày 17 tháng 7 năm 1979 | ngày 19 tháng 1 năm 1982 | 2 năm, 186 ngày | UDF     | LD   | Pháp        |
|          |          | Piet Dankert (1934–2003)      | ngày 19 tháng 1 năm 1982 | ngày 24 tháng 7 năm 1984 | 2 năm, 187 ngày | PvdA    | SOC  | Hà Lan      |
|          |          | Pierre Pflimlin (1907–2000)   | ngày 24 tháng 7 năm 1984 | ngày 20 tháng 1 năm 1987 | 2 năm, 180 ngày | UDF/RPR | EPP  | Pháp        |
|          |          | Henry Plumb (1925–)           | ngày 20 tháng 1 năm 1987 | ngày 25 tháng 7 năm 1989 | 2 năm, 186 ngày | Con     | ED   | Anh Quốc    |
|          |          | Enrique Barón Crespo (1944–)  | ngày 25 tháng 7 năm 1989 | ngày 21 tháng 1 năm 1992 | 2 năm, 180 ngày | PSOE    | SOC  | Tây Ban Nha |
|          |          | Egon Klepsch (1930–2010)      | ngày 21 tháng 1 năm 1992 | ngày 26 tháng 7 năm 1994 | 2 năm, 186 ngày | CDU     | EPP  | Đức         |
|          |          | Klaus Hänsch (1938–)          | ngày 26 tháng 7 năm 1994 | ngày 14 tháng 1 năm 1997 | 2 năm, 179 ngày | SPD     | PES  | Đức         |
|          |          | José María Gil-Robles (1935–) | ngày 14 tháng 1 năm 1997 | ngày 20 tháng 7 năm 1999 | 2 năm, 187 ngày | PP      | EPP  | Tây Ban Nha |
|          |          | Nicole Fontaine (1942–2018)   | ngày 20 tháng 7 năm 1999 | ngày 15 tháng 1 năm 2002 | 2 năm, 179 ngày | UMP     | EPP  | Pháp        |
|          |          | Pat Cox (1952–)               | ngày 15 tháng 1 năm 2002 | ngày 20 tháng 7 năm 2004 | 2 năm, 187 ngày | Ind     | ELDR | Ireland     |
|          |          | Josep Borrell (1947–)         | ngày 20 tháng 7 năm 2004 | ngày 16 tháng 1 năm 2007 | 2 năm, 180 ngày | PSOE    | PES  | Tây Ban Nha |
|          |          | Hans-Gert Pöttering (1945–)   | ngày 16 tháng 1 năm 2007 | ngày 14 tháng 7 năm 2009 | 2 năm, 179 ngày | CDU     | EPP  | Đức         |
|          |          | Jerzy Buzek (1940–)           | ngày 14 tháng 7 năm 2009 | ngày 17 tháng 1 năm 2012 | 2 năm, 187 ngày | PO      | EPP  | Ba Lan      |
|          |          | Martin Schulz (1955–)         | ngày 17 tháng 1 năm 2012 | ngày 17 tháng 1 năm 2017 | 5 năm, 0 ngày   | SPD     | S&D  | Đức         |
|          |          | Antonio Tajani (1953–)        | ngày 17 tháng 1 năm 2017 | ngày 3 tháng 7 năm 2019  | 2 năm, 167 ngày | FI      | EPP  | Ý           |
|          |          | David Sassoli (1956–2022)     | ngày 3 tháng 7 năm 2019  | ngày 11 tháng 1 năm 2022 | 2 năm, 192 ngày | PD      | S&D  | Ý           |